# Бейкер (Монтана)
Бейкер (англ. Baker) — місто (англ. city) в США, в окрузі Феллон штату Монтана. Населення — 1802 особи (2020).

## Географія
Бейкер розташований за координатами 46°21′54″ пн. ш. 104°16′24″ зх. д. / 46.36500° пн. ш. 104.27333° зх. д. (46.364871, -104.273397).  За даними Бюро перепису населення США в 2010 році місто мало площу 2,77 км², з яких 2,51 км² — суходіл та 0,25 км² — водойми.

### Клімат
| Клімат : Бейкер              | Клімат : Бейкер | Клімат : Бейкер | Клімат : Бейкер | Клімат : Бейкер | Клімат : Бейкер | Клімат : Бейкер | Клімат : Бейкер | Клімат : Бейкер | Клімат : Бейкер | Клімат : Бейкер | Клімат : Бейкер | Клімат : Бейкер | Клімат : Бейкер |
| Показник                     | Січ.            | Лют.            | Бер.            | Квіт.           | Трав.           | Черв.           | Лип.            | Серп.           | Вер.            | Жовт.           | Лист.           | Груд.           | Рік             |
| Абсолютний максимум, °C      | 18,9            | 21,1            | 26,7            | 33,3            | 37,8            | 43,3            | 43,9            | 37,8            | 40,6            | 34,4            | 26,1            | 20,0            | 43,9            |
| Середній максимум, °C        | −2,2            | 1,7             | 7,2             | 14,4            | 20,6            | 26,1            | 30,6            | 30,0            | 23,9            | 16,1            | 5,6             | 0,0             | 14,6            |
| Середня температура, °C      | −8,9            | −5              | 0,6             | 6,7             | 12,8            | 17,8            | 21,7            | 21,1            | 14,4            | 7,8             | −1,1            | −7,2            | 6,8             |
| Середній мінімум, °C         | −16,1           | −11,7           | −6,7            | −1,1            | 5,0             | 10,0            | 12,8            | 11,7            | 5,6             | −0,6            | −7,8            | −13,9           | −1              |
| Абсолютний мінімум, °C       | −46,7           | −42,8           | −35,6           | −22,8           | −13,9           | −5              | 1,7             | −2,8            | −11,1           | −26,7           | −35,6           | −42,8           | −46,7           |
| Норма опадів, мм             | 14              | 11              | 20              | 35              | 58              | 62              | 45              | 37              | 35              | 32              | 15              | 11              | 375             |
| ---------------------------- | --------------- | --------------- | --------------- | --------------- | --------------- | --------------- | --------------- | --------------- | --------------- | --------------- | --------------- | --------------- | --------------- |
| Джерело: The Weather Channel |                 |                 |                 |                 |                 |                 |                 |                 |                 |                 |                 |                 |                 |

## Демографія
Згідно з переписом 2010 року, у місті мешкала 1741 особа в 763 домогосподарствах у складі 459 родин. Густота населення становила 629 осіб/км².  Було 884 помешкання (319/км²).
Расовий склад населення:
| - 97,5 % — білих - 0,7 % — азіатів - 0,4 % — корінних американців - 0,1 % — чорних або афроамериканців |

До двох чи більше рас належало 1,2 %. Частка іспаномовних становила 1,3 % від усіх жителів.
За віковим діапазоном населення розподілялося таким чином: 23,4 % — особи молодші 18 років, 59,7 % — особи у віці 18—64 років, 16,9 % — особи у віці 65 років та старші. Медіана віку мешканця становила 39,3 року. На 100 осіб жіночої статі у місті припадало 102,4 чоловіків;  на 100 жінок у віці від 18 років та старших — 101,8 чоловіків також старших 18 років.
Середній дохід на одне домашнє господарство  становив 61 133 долари США (медіана — 48 929), а середній дохід на одну сім'ю — 73 888 доларів (медіана — 65 083). За межею бідності перебувало 8,7 % осіб, у тому числі 11,7 % дітей у віці до 18 років та 12,1 % осіб у віці 65 років та старших.
Цивільне працевлаштоване населення становило 1021 осіб. Основні галузі зайнятості: сільське господарство, лісництво, риболовля — 21,7 %, освіта, охорона здоров'я та соціальна допомога — 20,3 %, роздрібна торгівля — 9,2 %, мистецтво, розваги та відпочинок — 9,2 %.